# Zaddik
Ein Zaddik oder Tzaddik [tsaˈdɪk] (hebräisch צַדִּיק ṣaddīq, deutsch ‚Rechtschaffener, Gerechter‘) ist ein Ehrentitel im Judentum für Personen von Rechtschaffenheit.
Im Tanach ist ein Zaddik ein rechtschaffener Mann, im Talmud und Midrasch einer, der in der Frage der Gerechtigkeit mehr tut, als Gottes Gesetze verlangen. Schon im Mittelalter wurde Zaddik als Ehrenbezeichnung für besonders fromme Juden geführt, denen eine besondere Beziehung zu Gott nachgesagt wurde. 
Im Chassidismus ist ein Zaddik, auch Admor oder Rebbe genannt, das – meist dynastische – Oberhaupt einer chassidischen Gemeinde.

## Varianten als Vornamen
- hebräisch: Tzadik, Zadik (צדיק)
- arabisch: Sadiq, Sadeq (صَادِق)
- persisch: Sadegh, Sadeq (صادق)